# 菅生川
菅生川（すごうがわ）は、夢前川水系の支流で兵庫県姫路市北部を流れる二級河川である。

## 地理
兵庫県姫路市夢前町山之内の雪彦山南麓に源を発する。菅生川水源からわずか2～5km北東には、本流である夢前川の水源地帯がある。「菅生澗（すごうだに）」と呼ばれる地域を南へ流れ、姫路市六角付近から播磨平野に出て、姫新線余部駅付近で夢前川に注ぐ。

## 流域の自治体
兵庫県
姫路市
2006年3月27日に姫路市へ合併されるまで、上中流域は飾磨郡夢前町だった。

## 河川施設
- 菅生ダム（兵庫県姫路市夢前町莇野、明神湖）

## 並行する交通

### 道路
- 兵庫県道411号山之内莇野姫路線

## 流域の観光地
- 書写山圓教寺
- 伊勢山城址